# Charles Chevallier
 (novembre 2021).
Pour les articles homonymes, voir Chevallier.
Charles Chevallier, né au Luxembourg en 1966, est un auteur français de jeux de société.

## Biographie
Charles Chevallier nait au Luxembourg en 1966 et vit dans les Yvelines depuis 1998 où il est architecte.

### Concours de créateurs de jeux de Boulogne-Billancourt
En 2007, à 40 ans passés, il participe sans être primé au Concours de créateurs de jeux de Boulogne-Billancourt. En 2009, il reparticipe à ce même concours avec le jeu Saint-Benoit et il est cette fois-ci primé, ce jeu sort l’année suivante dans le commerce sous le nom d’Intrigo et sera son premier gros succès. Cappuccino, le jeu présenté en 2007 sera finalement son dixième jeu édité (en 2013). En 2016, il membre du jury du concours.

### Créateurs à succès
Depuis 2010, il est l’un des auteurs de jeux de société les plus édités[réf. nécessaire] avec de nombreux jeux créés en collaboration avec d’autres auteurs de premier plan, Bruno Cathala et Bruno Faidutti, et de gros succès de vente comme son premier jeu édité, Intrigo, ou Abyss[réf. nécessaire].
En 2010, son jeu Intrigo fait la couverture du magazine de jeux de société Plato (no 32,5). En 2014, avec la sortie d’Abyss, il est en photo sur la couverture du même magazine (no 68).

## Ludographie
- Intrigo, 2010, avec Catherine Dumas et Pascal Pelemans, Hazgaard (réédition en 2013 chez Edge), primé au Concours de créateurs de jeux de Boulogne-Billancourt en 2009
- Le Secret de Montecristo, 2011, Filosofia
- Jurassic, 2011, Ilopeli
- Nautilus, 2012, Libellud
- Gentlemen Cambrioleurs, 2012, Bombyx
- Guilds of Cadwallon, 2012, CoolMiniOrNot
- Kenya, 2013, Ilopeli
- Ici Londres, 2013, Cocktail Games
- Continental Express, 2013, Bombyx
- Cappuccino, 2013, Matagot
- Sultaniya, 2014, Bombyx
- Abyss, 2014, avec Bruno Cathala, Bombyx : Prix du public du Jeu de Saint-Herblain en 2015
  - Kraken (extension du jeu précédent), 2015, avec Bruno Cathala, Bombyx
- Wakanda, 2014, Blue Orange
- Antartica, 2015, Argentum Verlag
- Yams Naval, 2015, WDK
- Vikings on Board, 2016, Blue Orange
- Kanagawa, 2016, avec Bruno Cathala, Iello
- Brix, 2016, avec Thierry Denoual, Blue Orange
- CAP10, 2017, avec Laurent Escoffier, Ilynx
- Small Detectives, 2017, avec Bruno Faidutti, Pixies Games
- CapColor, 2017, avec Laurent Escoffier, Ilynx